# Xăng mả răng cưa
Xăng mả răng cưa (danh pháp khoa học: Carallia suffruticosa) là một loài thực vật có hoa trong họ Rhizophoraceae. Loài này được Ridl. mô tả khoa học đầu tiên năm 1912.